# Lodovico Vanelli
Lodovico (o Luigi) Vanelli (Grancia, 1550 circa – Torino, 1624) è stato uno scultore e stuccatore svizzero-italiano.